# Eugenio Galvalisi
Eugenio Galvalisi (15 listopada 1915; zm. 9 grudnia 2000) – piłkarz urugwajski, pomocnik.
Jako piłkarz klubu Rampla Juniors wziął udział w turnieju Copa América 1937, gdzie Urugwaj zajął czwarte miejsce. Galvalisi zagrał w trzech meczach - z Paragwajem (w 80 minucie zastąpił Miguela Oliverę), Brazylią i Argentyną.
Wciąż jako gracz klubu Rampla Juniors wziął udział w turnieju Copa América 1939, gdzie Urugwaj został wicemistrzem Ameryki Południowej. Galvalisi zagrał we wszystkich czterech meczach - z Ekwadorem, Chile, Paragwajem (w 67 minucie zmienił go Obdulio Varela) i Peru.
Wkrótce po turnieju Galvalisi przeszedł do klubu Club Nacional de Football z którym w 1939 roku zdobył mistrzostwo Urugwaju. Sukces ten następnie powtórzył w latach 1940, 1941, 1942 i 1943. Był w składzie Nacionalu 14 grudnia 1941 roku podczas słynnego meczu, w którym jego klub rozgromił swego największego rywala, CA Peñarol, aż 10:0.
Jako piłkarz Nacionalu wziął udział w turnieju Copa América 1942, gdzie Urugwaj zdobył mistrzostwo Ameryki Południowej. Galvalisi zagrał tylko ostatni kwadrans meczu przeciwko Peru, zastępując na boisku Obdulio Varelę.
Galvalisi grał także w klubie Defensor Sporting.
Od 18 lipca 1935 roku do 1 lutego 1942 roku Galvalisi rozegrał w reprezentacji Urugwaju 11 meczów, w których nie zdobył żadnej bramki.